# Trapelus jayakari
Trapelus jayakari är en ödleart som beskrevs av  Anderson 1896. Trapelus jayakari ingår i släktet Trapelus och familjen agamer. IUCN kategoriserar arten globalt som otillräckligt studerad. Inga underarter finns listade i Catalogue of Life.